# Agonopterix pupillana
Agonopterix pupillana is een vlinder uit de familie grasmineermotten (Elachistidae). De wetenschappelijke naam is voor het eerst geldig gepubliceerd in 1887 door Wocke.
De soort komt voor in Europa.